# مظفر خزاعی
مظفر خزائی (به انگلیسی: Mozaffar Khazaei) یک مهندس ایرانی-آمریکایی بود که از سوی دادگاهی در آمریکا به اتهام تلاش برای انتقال اطلاعات و قطعات حساس نظامی آمریکا به ایران به هشت سال و یک ماه حبس محکوم شد.
او پیش‌تر به عنوان مهندس در یکی از شرکت‌های پیمانکار دفاعی آمریکا به نام پرت اند ویتنی کار می‌کرد، در ژانویه سال ۲۰۱۴، هنگام خروج از آمریکا به دلیل اینکه قطعاتی حساس مربوط به موتور جنگنده‌های اف ۳۵ و اف ۲۲ همراه داشته بازداشت شد.
خزائی در سال ۱۹۹۴ مدرک دکترای خود را در رشته مهندسی مکانیک از دانشگاه نیومکزیکو آمریکا گرفته است.